# Zehnkampf-Länderkampf der Männer 1976 BR Deutschland – Finnland
| 9. Leichtathletik-Länderkampf mit bundesdeutscher Beteiligung 1976 | 9. Leichtathletik-Länderkampf mit bundesdeutscher Beteiligung 1976 |
| ------------------------------------------------------------------ | ------------------------------------------------------------------ |
|                                                                    |                                                                    |
| Zehnkampf-Vergleich der Männer: BR Deutschland – Finnland          |                                                                    |
| Austragungsort                                                     | Dortmund                                                           |
| Wettbewerbe                                                        | 1                                                                  |
| Datum                                                              | 6./7. Juni                                                         |
| 1. FRG 2. FIN                                                      | 23.984 Punkte 22.759 Punkte                                        |
| Chronik                                                            |                                                                    |
| ← FRG-GBR Geher (M)                                                | CSK-FRG-FRA-ITA00 Marathon (M) →                                   |

Der neunte Vergleich des Länderkampfjahres 1976 bestand in einem Länderkampf der Zehnkämpfer, die zum zweiten und letzten Mal in diesem Jahr zu einem Ländervergleich antraten. In Dortmund traf das bundesdeutsche Team am 6./7. Juni zum ersten Mal in einem Zweiländerkampf der Mehrkämpfer auf Finnland. Zuvor waren sich die Zehnkämpfer beider Nationen 1963 in einem Wettkampf mit sechs Teams begegnet, den die Bundesrepublik vor Finnland gewonnen hatte.

## Modus
Ursprünglich vereinbart waren je Mannschaft fünf Zehnkämpfer, von denen die vier Besten gewertet werden sollten. Doch Finnland reiste mit nur vier Vertretern an. Deshalb wurden nur die drei Besten jeder Mannschaft durch Addition der Punkte gewertet.

## Ergebnis
Die gewerteten bundesdeutschen Vertreter belegten die Ränge eins, zwei und vier. Die finnischen Zehnkämpfer landeten mit Ausnahme ihres Teilnehmers auf Platz zwei ganz hinten im Feld auf den Rängen sieben bis neun. So gewann die Bundesrepublik Deutschland den Länderkampf deutlich mit 23.984 zu 22.759 Punkten.

## Resultat
| Platz | Name                  | Nation | Punkte | 100 m   | Weit- sprung | Kugel- stoßen | Hoch- sprung | 400 m   | 110 m Hürden | Diskus- wurf | Stabhoch- sprung | Speer- wurf | 1500 m     |
| ----- | --------------------- | ------ | ------ | ------- | ------------ | ------------- | ------------ | ------- | ------------ | ------------ | ---------------- | ----------- | ---------- |
| 01    | Eberhard Stroot       | FRG    | 8119   | 10,65 s | 7,69 m       | 13,45 m       | 1,95 m       | 46,90 s | 14,87 s      | 40,70 m      | 4,70 m           | 67,58 m     | 4:27,8 min |
| 02    | Claus Marek           | FRG    | 7963   | 10,73 s | 7,25 m       | 14,29 m       | 1,98 m       | 47,83 s | 15,74 s      | 36,88 m      | 4,50 m           | 53,56 m     | 4:20,4 min |
| 03    | Johannes Lahti        | FIN    | 7914   | 10,79 s | 7,22 m       | 13,63 m       | 2,07 m       | 49,05 s | 15,44 s      | 39,30 m      | 4,30 m           | 62,56 m     | 4:32,5 min |
| 04    | Eckart Müller         | FRG    | 7902   | 11,35 s | 7,14 m       | 13,67 m       | 2,16 m       | 50,75 s | 14,86 s      | 47,48 m      | 4,50 m           | 58,56 m     | 4:30,8 min |
| 05    | Herbert Swoboda       | FRG    | 7641   | 11,04 s | 6,91 m       | 14,16 m       | 1,92 m       | 50,47 s | 16,06 s      | 42,42 m      | 4,20 m           | 63,80 m     | 4:29,4 min |
| 06    | Alexander Wernsdorfer | FRG    | 7628   | 11,02 s | 6,98 m       | 13,87 m       | 1,89 m       | 48,87 s | 14,85 s      | 39,44 m      | 4,20 m           | 55,62 m     | 4:32,5 min |
| 07    | Teijo Pynnönen        | FIN    | 7424   | 11,60 s | 6,87 m       | 14,38 m       | 1,89 m       | 50,56 s | 15,52 s      | 39,30 m      | 4,40 m           | 58,56 m     | 4:35,7 min |
| 08    | Heikki Leppänen       | FIN    | 7421   | 11,34 s | 6,94 m       | 15,27 m       | 1,98 m       | 50,55 s | 15,34 s      | 47,96 m      | 4,00 m           | 56,46 m     | 5:12,7 min |
| 09    | Kari-Pekka Lax        | FIN    | 7260   | 11,49 s | 6,56 m       | 13,39 m       | 1,86 m       | 50,64 s | 15,22 s      | 39,78 m      | 4,50 m           | 52,90 m     | 4:37,2 min |